# Kimberley Murray
Kimberley Murray (Newport, 1 november 1988) is een Brits skeletonster.

## Carrière
Murray maakte in het seizoen 2018/19 haar wereldbekerdebuut en eindigde het seizoen op een 18e plek. In het seizoen 2019/20 werd ze opnieuw 18e.
Ze nam deel aan het wereldkampioenschap in 2020 waar ze 23e werd.

## Resultaten

### Wereldkampioenschappen
| Jaar | Plaats    | Resultaat       |
| ---- | --------- | --------------- |
| 2020 | Altenberg | 23e Individueel |

### Wereldbeker
Eindklasseringen
| Seizoen   | Rang |
| --------- | ---- |
| 2018/2019 | 18e  |
| 2019/2020 | 18e  |